# Stafford, Connecticut
Stafford är en kommun (town) i Tolland County i delstaten Connecticut, USA med cirka 11 307 invånare (2000). Den har enligt United States Census Bureau en area på 152,2 km² varav 2,1 km² är vatten.